# Kālīān-e Vasaţ
Kālīān-e Vasaţ (persiska: کالیان وسط, Kālīān-e Vosţá) är en ort i Iran.   Den ligger i provinsen Kermanshah, i den nordvästra delen av landet, 400 km väster om huvudstaden Teheran. Kālīān-e Vasaţ ligger 1 448 meter över havet och antalet invånare är 391.
Terrängen runt Kālīān-e Vasaţ är varierad.Runt Kālīān-e Vasaţ är det ganska tätbefolkat, med 179 invånare per kvadratkilometer. Närmaste större samhälle är Varmenjeh, 12,3 km väster om Kālīān-e Vasaţ. Trakten runt Kālīān-e Vasaţ består i huvudsak av gräsmarker.